# Славица Пејовић
Славица Пејовић (Мокрин, 1948) српска је књижевница. Пише поезију, бави се библиографијом и  културном историјом. Живи у Костолцу.

## Биографија
Рођена је у Мокрину, код Кикинде, 17. новембра 1948. године. Завршила је Факултет политичких наука у Београду, Одсек дипломатије. Бавила се друштвено-политичком радом и организацијом културних програма као директор Дома културе у Пожаревцу, била руководилац Библиотеке у Костолцу. Један је од иницијатора и организатора костолачких културних манифестација – „Костолачка жишка“, песничих сусрета у славу браће Ћирила и Методија, и Међународних песничких сусрета „Орфеј на Дунаву“. Песме су јој превођене на македонски, албански, енглески, румунски и италијански језик и објављиване у часописима и зборницима у Италији, Албанији, Хрватској, Црној Гори и Македонији. Председник је Клуба љубитеља књиге „Мајдан“ у Костолцу и главни и одговорни уредник часописа за књижевност, културу и науку „Мајдан“. Стални је сарадник Интернационалног уметничког удружења „VerbumlandiArt“ у Галатону (Италија). Члан је Удружења књижевника Србије и потпредседник Браничевско-стишке књижевне заједнице УК Србије. 
Живи и ствара у Пожаревцу.

## Објављена дела

### Монографије
- Библиотека града Костолца 1953-2003, Пожаревац, 2003;
- Каталог књига библиотеке града Костолца 1882-1944, Пожаревац, 2003;
- Костолац у огледалу књиге, Пожаревац, 2008;

### Књиге песама
- Елегија без одговора (2013),
- Озар (2014);. Divine light (Озар na engleskom, 2014) ,
- Бит и сање (2015),
- Испис и струј (2016),
- У бескрају трајања (2016),
- Реч анђела (La parole del angeli, двојезично, српско-италијанско издање, Удружење Вербумланди арт и издавачка кућа Милеила, Леће , Италија. 2017),
- Плес тишине (2018),
- У дугу уткана (2019),
- Огледало без двојника (2020),
- Тајна и нов изазов (2021),
- Лептири сањају лепршаво (2023),

### Колективне књиге
- Црно водо на Дунаво (заједничка збирка поезије са Синишом Михајловићем, Зорком Стојановић и Голубом Јашовићем, 2016),
- Где су даљине (заједничка књига са збирком поезије Ибрахима Хонђе под насловом "Источно и западно, где су даљине", 2022),
- Замршена ал' се размрсује (заједно са збирком поезије Ибрахима Хонђе под обједињених насловом "Стихокази у ритму срца",2023),

Приредила је дванаест зборника љубавне поезије са Међународне песничке манифестације “Орфеј на Дунаву”, шест зборника "Изазов искона" по књижевном конкурсу "Два пера у једном даху" и три зборника са међународних округлих столова: "Поезија у
међукултурној сарадњи", "Жена (о родној равноправности)" и "Човек у савременом свету".
Аутори рецензија њене поезије су познати књижевници и теоретичари из Србије: Милијан Деспотовић, Миљурко Вукадиновић, Емир Соколовић, др Раде Вучићевић, Милица Јефртимијевић Лилић, Радомир Андрић, Ана Дудаш, Славица Јовановић, др
Младен Дражетин, др Драган Јаковљевић, Милутин Ж. Павлов, Даница Вујков, Нада Аничић Црљеница, из Италије: Регина Реста и Серђо Камелини, а из Туниса Абдалах Гасми, магистар исламске филозофије.
Песме су јој превођене на грчки, македонски, словачки, бугарски, бенгалски, мађарски, румунски, енглески, ромски, арапски, албански, руски, словеначки, шпански и италијански. Њенa поезијa уврштенa је у више страних антологија  у Италији, Тунису, Колумбији, Перуу, Мексику и Албанији. Заступљена је у бројним часописима и зборницима у Грчкој, Црној Гори, Тунису, Италији, Хрватској, Бугарској, Румунији.

## Награде
- Повеља за културу КПЗ општине Пожаревац,
- Грамата владике Браничевско-пожаревачког господина Игнатија
- Награда Premiointernazionale i nazionale „Citta del Galateo“, Галатоне (ЛЕ), Италија 2013, 2014, 2015. и 2016. године,
- Награда Premio „Voice di POETA“, Песаро, Италија, 2015. године за прво место за видео спот песме „Ходочашће мајци“,
- Међунaроднa књижевнa нaгрaдa „Аполон“ Едиције „Сирмијум“ из Сремске Митровице, 2018.
- Медаља „Михаљ Еминеску“ у Дробети, Турн Северин, Румунија, 2019. и 2021. године,
- Добитник је признања и награде „Печат кнеза Лазара“ и „Прстен Цара Константина и царице Јелене“ додељених од старне Удружења књижевника Србије и Свесрпског сабора у манастиру Прилепац, за духовну поезију и допринос српској књижевности,
- Главна награда „Златни јасмин“ за поезију на Интернационалном фестивалу поезије у Тунису, 2022. године,